# Tripode (mécanique)
Pour les articles homonymes, voir tripode.

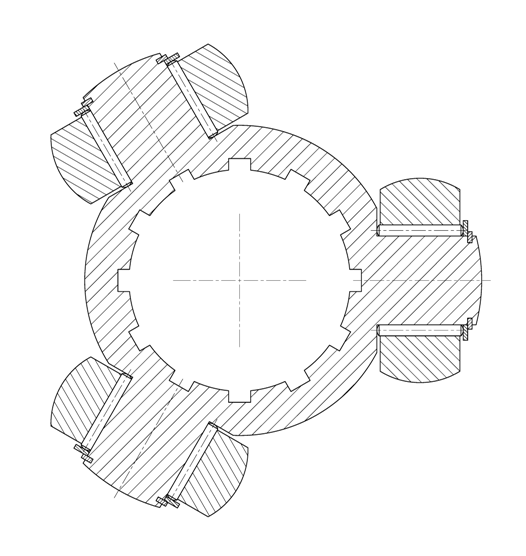
Joint tripode.

Un joint tripode (ou accouplement tripode) est un élément mécanique assurant la transmission d'un mouvement de rotation entre deux axes concourants.

## Description
Le joint est « tripode » en raison de sa symétrie ternaire : les éléments sont espacés de 120° autour des axes. Les axes doivent être concourants. La tête tripode de l'arbre de sortie de puissance s'engage dans une tulipe à trois rampes de l'arbre moteur. La liaison entre chaque pied (tourillon) et sa rampe n'est pas directe : le tourillon est pris dans un roulement qui sert d'intermédiaire, c'est ce roulement qui coulisse dans sa rampe. 
Un soufflet couvre la tulipe pour assurer la protection contre la poussière ou l'humidité, et maintenir la graisse dans l'ensemble. 
Ce joint est fréquemment utilisé dans l'automobile, où il est appelé abusivement « cardan ». Contrairement au véritable joint de Cardan, le joint tripode présente l'intéressante propriété d'être quasi-homocinétique, c'est-à-dire qu'à tout instant, les vitesses de rotation des deux arbres d'entrée et de sortie sont presque égales.
Il autorise un écart angulaire jusqu’à 25° maximum, ce qui suffit pour que l’arbre d’une roue de voiture suive les débattements de la suspension. L'axe de sortie peut coulisser sur une certaine longueur.